# CHA∞IN
「CHA∞IN」（チェイン）は、内田真礼の楽曲。戸嶋友祐が作詞・作曲・編曲を手掛け、テレビアニメ『魔都精兵のスレイブ』のエンディングテーマに起用された。
内田の16枚目のシングルとして2024年1月17日にポニーキャニオンから発売された。販売形態は初回限定盤 (PCCG-02319) と通常盤 (PCCG-02320) の2種リリースで、初回限定盤には本曲のMV・メイキング・オフショットを収録したBlu-rayディスクが付属されている。

## 背景
『魔都精兵のスレイブ』のアニメ化の企画が早くから進んでいたこともあり、表題曲「CHA∞IN」のレコーディング自体はリリースの2年ほど前に完了していた。

## シングル収録内容
| #         | タイトル                   | 作詞・作曲・編曲 | 時間  |
| --------- | -------------------------- | ---------------- | ----- |
| 1.        | 「CHA∞IN」                 | 戸嶋友祐         | 4:05  |
| 2.        | 「パパルラ」               | y0c1e            | 3:29  |
| 3.        | 「CHA∞IN」(TV Size Ver.)   |                  | 1:28  |
| 4.        | 「CHA∞IN」(Instrumental)   |                  | 4:04  |
| 5.        | 「パパルラ」(Instrumental) |                  | 3:29  |
| 合計時間: | 合計時間:                  | 合計時間:        | 16:35 |

| #  | タイトル                  | 作詞 | 作曲・編曲 |
| -- | ------------------------- | ---- | ---------- |
| 1. | 「CHA∞IN」(Music Video)   |      |            |
| 2. | 「off shot」              |      |            |
| 3. | 「Making of Music Video」 |      |            |

## チャート
| チャート（2024）                  | 最高位 |
| --------------------------------- | ------ |
| オリコン                          | 12     |
| Billboard JAPAN Top Singles Sales | 12     |

## イベント
- 『Maaya Party!17』　内田真礼「CHA∞IN」発売記念イベント『Maaya Party! 17』（2024年3月2日 - 2024年3月3日：都内某所（東京都）、大阪市内某所（大阪府））[6][7]